# Ōsato
Ōsato (japanska: 大郷町?, Ōsato-chō)) är en landskommun (köping) i Miyagi prefektur i Japan.  